# Міжнародний день білої тростини
Міжнародний день білої тростини (англ. White Cane Safety Day) був затверджений 15 жовтня 1970 року з ініціативи Міжнародної федерації сліпих (International Federation of the Blind).

## Історія
«Толерантність, Рівноправність, Інтеґрація» — головні слова Міжнародного дня білої тростини. 
За оцінками Всесвітньої організації охорони здоров’я, у світі живуть 38 млн людей із вадами зору. Ще 110 млн мають ризик втратити зір.

### Велика Британія
У 1921 році в місті Бристоль молодий фотограф Джеймс Біггс через нещасний випадок втратив зір. Порада осліплого солдата розвивати свою самостійність допомогла йому розпочати нове життя. Джеймс став частіше виходити на вулицю без супроводу, користуючись звичайною тростиною для прогулянок. З часом він зазначив, що звичайна тростина не гарантує безпеки, а також може стати джерелом небезпеки для інших перехожих. Джейсові спало на думку пофарбувати тростинку в білий колір, щоб вона більше привертала до себе увагу навіть за похмурої погоди.
10 років потому ротаріанський клуб подарував незрячим британцям білі палички, справа набула великого розголосу завдяки ЗМІ.
У 1932 році Королівський національний інститут для сліпих розпочав офіційно впроваджувати білу тростинку серед незрячих.

### Франція
Валентина Гаюї
Луї Брайля
Гвіллі д'Ербемон

### США
У 1964 році американським конгресом було ухвалено рішення про оголошення 15 жовтня днем білої тростини. У 1969 році 15 жовтня було визнано Міжнародним днем білої тростини. 

## В Україні
За офіційними даними, станом на 2016 рік проживали понад 70 тисяч людей із вадами зору.

## Альтернатива
Альтернативним є Міжнародний день сліпих який проводиться в день народження Валентина Гаюї 13 листопада.